# Сенченко, Фёдор Иванович
Фёдор Ива́нович Се́нченко (2 августа 1921, Саки, Таврическая губерния — 15 августа 1944, Польша) — лейтенант Рабоче-крестьянской Красной Армии, участник Великой Отечественной войны, Герой Советского Союза (1945).

## Биография

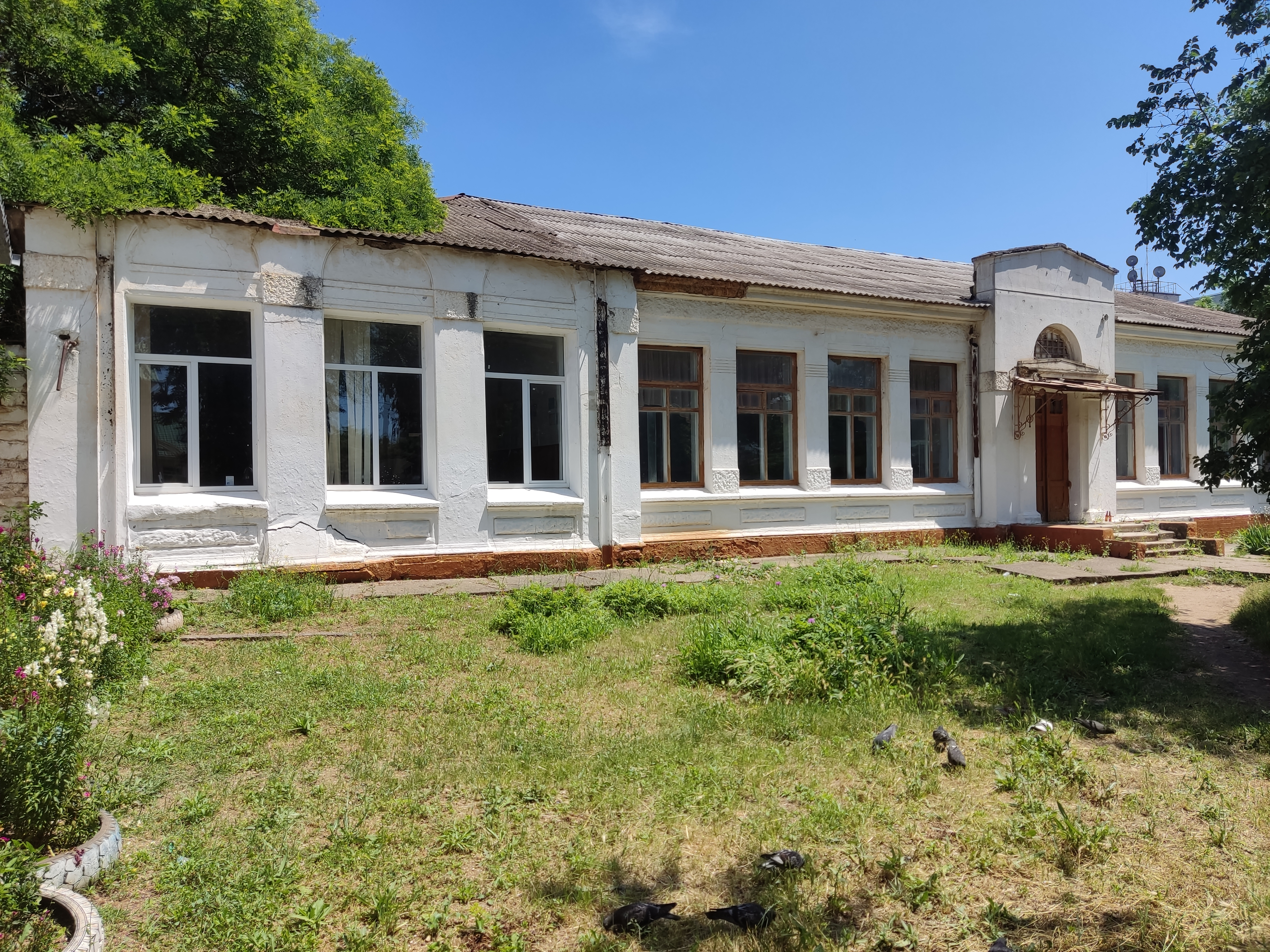
Школа в Саках, где учился Сенченко

Фёдор Сенченко родился 2 августа 1921 года в крымском городе Саки. После окончания семи классов школы работал электриком. В 1940 году Сенченко был призван на службу в Рабоче-крестьянскую Красную Армию. Окончил курсы младших лейтенантов. С начала Великой Отечественной войны — на её фронтах.
К июню 1944 года лейтенант Фёдор Сенченко командовал ротой 210-го инженерно-сапёрного батальона 50-й инженерно-сапёрной бригады 50-й армии 2-го Белорусского фронта. Отличился во время освобождения Могилёвской области Белорусской ССР и Польши. Рота Сенченко успешно провела инженерную разведку Днепра под Могилёвом и навела переправу для частей армии. В августе 1944 года рота построила мост через реку Бшезувка и проложила около 170 метров дороги через болото. 15 августа 1944 года Сенченко погиб при выполнении очередной боевой задачи. Похоронен в польском городе Корыцин.
Указом Президиума Верховного Совета СССР от 24 марта 1945 года за «мужество, отвагу и героизм, проявленные в борьбе с немецкими захватчиками» лейтенант Фёдор Сенченко посмертно был удостоен высокого звания Героя Советского Союза. Также был награждён орденами Ленина, Красного Знамени, Отечественной войны 2-й степени и Красной Звезды, рядом медалей.

## Память
В честь Сенченко названы школа и улица в Саки.
Бюст героя установлен на улице Пионерская, 2, около школы № 4 в 1965 году. С 20 декабря 2016 года — объект культурного наследия регионального значения  Объект культурного наследия народов РФ регионального значения. Рег. № 911710855730005 (ЕГРОКН).

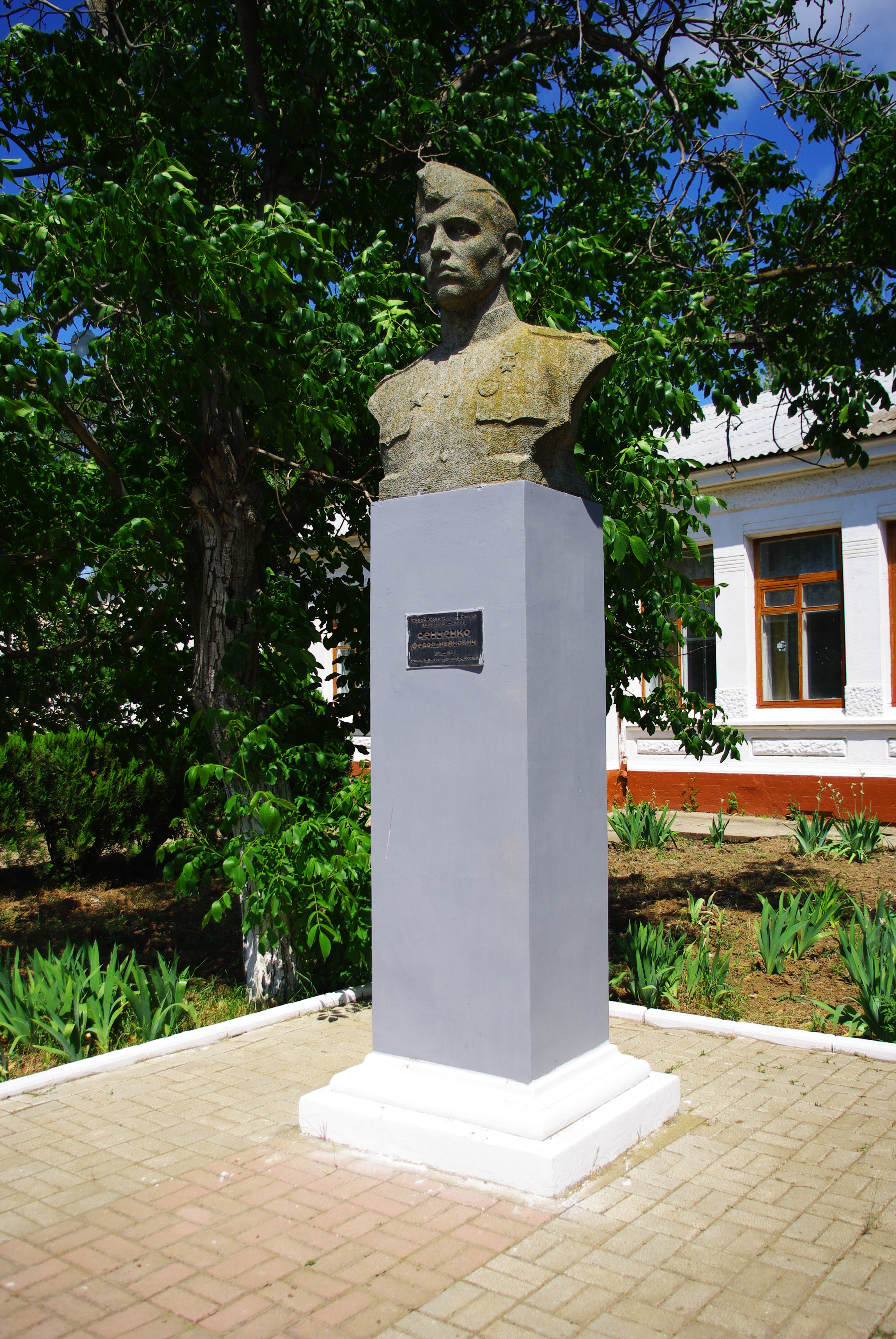
Памятник Герою Советского Союза Ф. И. Сенченко в Саках, около школы № 4  Объект культурного наследия народов РФ регионального значения. Рег. № 911710855730005 (ЕГРОКН)
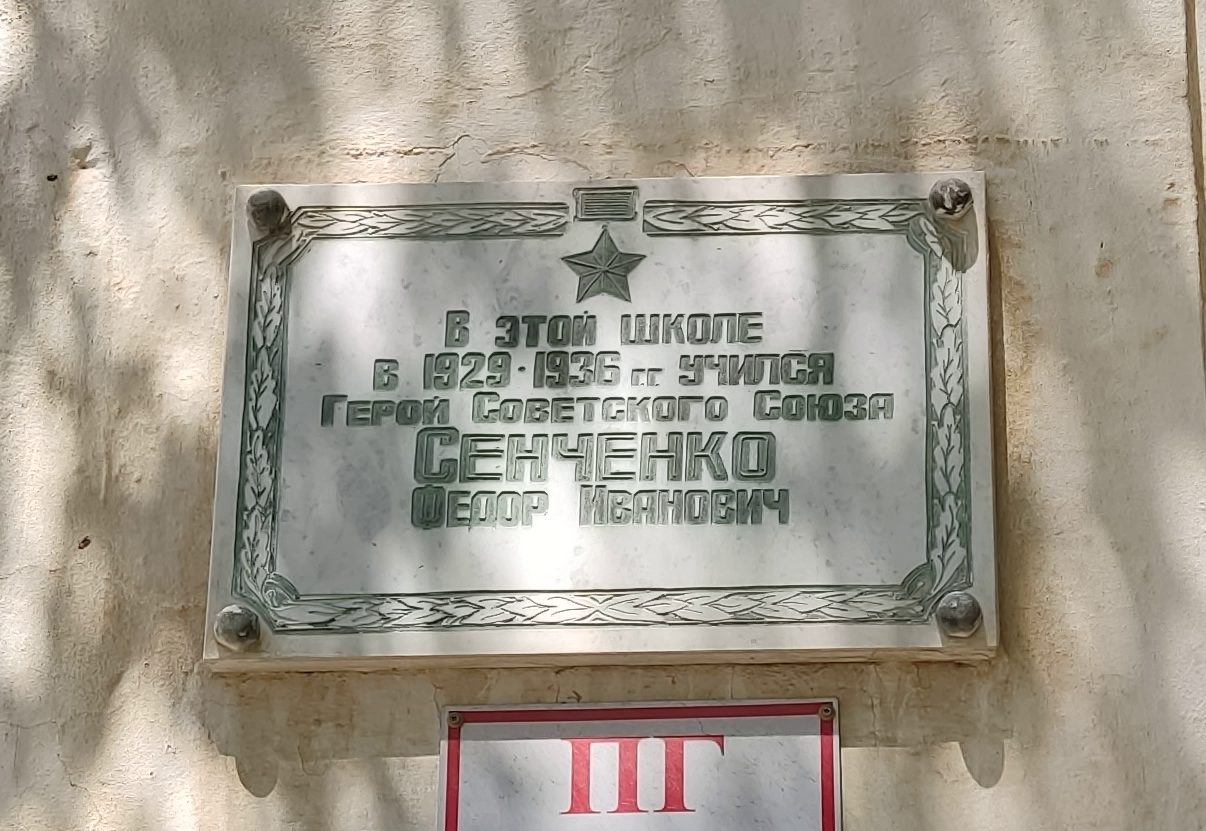
Памятная табличка на здании школы